# Sofia Eriksdotter av Sverige
Sofia Eriksdotter av Sverige, född okänt år, död före 24 april 1241, var en svensk prinsessa och hertiginna av Mecklenburg. 
Hon var dotter till kung Erik Knutsson av Sverige och Rikissa av Danmark. Hon gifte sig före 15 februari 1237 med Henrik Burwin III av Mecklenburg.
Barn: 
1. Johan (död före 17 februari 1268), faderns medregent från 1262
2. Valdemar (död 9 november 1282), furste av Mecklenburg i Rostock 1278-1282
3. Henrik (död ung, begravd i Doberan)
4. Erik (död ung, begravd i Doberan)